# Regenboogkerk (Epe)
De Regenboogkerk was een kerk in de Nederlandse plaats Epe in de provincie Gelderland, gelegen aan de Beekstraat 33. De naam dateert uit 2001.

## Historie
De gereformeerde kerk werd in gebruik genomen in 1937. Ook binnen de in 2004 door fusie ontstane PKN bleef de kerkgemeente gereformeerd van karakter. Het gebouw werd in 1965 en 2000 gerenoveerd en vergroot.
Het betrof een bakstenen zaalkerk op kruisvormige plattegrond, gedekt door hoge zadeldaken en aanvankelijk met een dakruiter op de viering. De voorgevel, ontworpen door Johan Dalmolen en M. van de Veen, toonde enige invloed van de Amsterdamse School.
Het orgel, gebouwd in 1970-1971, werd vervaardigd door de Apeldoornse firma Bernard Koch & Zoon.
Op 20 augustus 2024 werd het kerkgebouw verwoest door een brand en als verloren beschouwd. De brand werd veroorzaakt door dakdekkers die op het platte dakgedeelte van de kerk een lekkage aan het verhelpen waren.